# Tonacatecuhtli

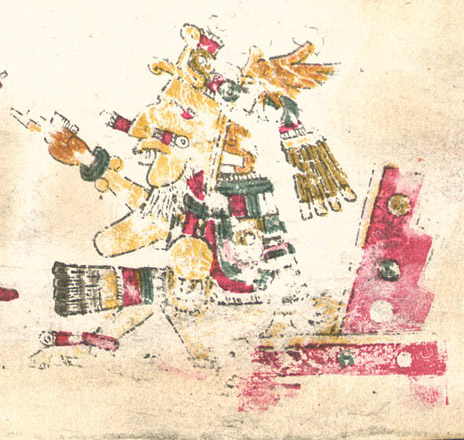
Tonacatecuhtli descrito no Códice Borgia.

Tonacatecuhtli é o deus asteca da criação e da fertilidade. Habitava os céus superiores. Durante a criação do mundo dividiu-o a terra e o oceano. Ainda que Ometecuhtli e Ometeotl foram os criadores da vida, ele lhes criou a eles e ao planeta inteiro.
Tonacatecuhtli e Xiuhtecuhtli chamaram a Nanahuatzin, o nobre deus deforme e doente, para que se sacrificasse e convertesse em sol, se arrojando a uma grande fogueira. Quando chegou ao céu, Tonacatecuhtli e Tonacacihuatl o colocaram em um trono de plumas de garça-real.
Seu nome significa "Senhor de nossa carne ou senhor das manutenções" ou "o ser no centro".
Tonacatecuhtli transformou a Chantico em um cão por saltar-se um ayuno comendo peixe e chiles (pimentas) asados.
É confundido às vezes com Ometecuhtli.
Sua esposa era Tonacacihuatl  que significa "Senhora de nossa carne ou senhora das manutenções". Com frequência confunde-se-lhe com as deusas Ilmatecuhtli ou com Xochiquétzal.